# Farkas László (helytörténész)
Farkas László (Detta, 1911. július 1. – Detta, 1965. június 28.) romániai magyar orvos és helytörténész.

## Életútja
Elemi iskolai tanulmányait szülőhelyén, középiskolai tanulmányait a temesvári piarista gimnáziumban és a gyulafehérvári Majláth-gimnáziumban végezte, Budapesten szerzett orvosi diplomát, szülőhelyén folytatott orvosi gyakorlatot. 1939-től a Romániai Magyar Népközösség dettai vezetője. Szociális kérdésekkel foglalkozott, munkája: Detta magyarsága a bánsági magyarság sorskérdéseinek tükrében (Délerdélyi és Bánsági Tudományos Füzetek 7. Lugos, 1941).